# Сигнал (група)
Вижте пояснителната страница за други значения на Сигнал.
„Сигнал“ е известна българска рок група, създадена в София през юни 1978 година от Йордан Караджов, Христо Ламбрев, Румен Спасов и Георги Кокаланов.
Първия си албум „Вечен кръстопът“ групата записва и издава през 1979 г., продава се в 320 000 копия. В над 40-годишната си кариера издават 11 студийни албума и изнасят хиляди концерти. Тя е една от българските групи с множество концерти извън България. Най-известните им хитове са: „Липсваш ми“, „Мина и Лора“, „Сляп ден“, „Спри се“, „Спомен мил, спомен мой“, „Зелени сигнали“, „Между ад или рай“, както и култовите: „Сбогом“, „Да те жадувам“ и „Може би“.

## Факти
- За своята 35-годишна история музикантите са издали 18 албума, изнесли са над 6000 концерта и имат повече от 500 000 продадени плочи.
- Първата песен на Сигнал е „Любов“, прозвучала по радиото през август 1978 г.
- 14 песни на Сигнал са в класацията на БГ радио „500-те най-велики песни на България за всички времена“.
- Първият двоен рок албум в историята на музиката в България e „Каскадьори“ на Сигнал, издаден през 1981 г.
- През 2002 г. записват песента на Емил Димитров „Ако можех да избирам, майчице“.
- През 2011 г. група Сигнал се сдобива със своя звезда на Алеята на славата. Уникалното е, че на българската звездна алея за пръв път се полага звезда, която носи името не на известна личност, а на цяла група.
- През 2011 г. певицата Стефка Берова записва и издава последния си албум „Съдба“ и почти всички песни в него са записани с музикантите от група „Сигнал“.[1]
- На 1 юни 2013 г. е наречена звезда на името на групата. По повод навършените 35 години от създаването на групата (1 юни 1978 г.) музикантите получават за рождения ден на групата сертификат, който удостоверява, че звездата RA 17:36:37.60 +48:35:08.00 dec 5.37 mag в космоса вече официално е кръстена на името на състава.
- Големите изненади за феновете на мегашоуто Our Love / Нашата любов на 27 ноември 2013 г. в Арена Армеец София са атрактивни изпълнения с мотори, подаръци за феновете – уникален 1000-кубиков мотор Custom Bike Ducati Bulgari, и китара Fender Stratocaster с автографите на музикантите от Сигнал.
- Йордан Караджов и музикантите от Сигнал са първи посланици в България на универсалния символ на правата на човека. На специална фотосесия те застават със символа в ръка, в знак на съпричастност към каузата за отстояване на правата на човека в България. В световен мащаб сред най-известните посланици на символа са Анджелина Джоли, Робърт де Ниро, президентът на САЩ Джими Картър и основателят на Уикипедия Джими Уейлс.[2]

## Дискография

### Студийни албуми
- 1979 – Вечен кръстопът (Балкантон)
- 1980 – Попътен вятър (Балкантон)
- 1981 – Каскадьори, първи двоен рок албум в България
- 1983 – Сигнал 4 (Балкантон)
- 1984 – Сигнал и Дечо Таралежков (Балкантон)
- 1986 – Вундеркинд (Балкантон)
- 1992 – Шоуто трябва да продължи (Рива Саунд)
- 1995 – Между ад и рай (Ара Аудио-видео)
- 1997 – Вкусете живота (UBP International)
- 1999 – Сигналистика (UBP International)
- 2005 – Черно белият албум, двоен албум (Varna Sound)
- 2022 – След тъмнината (Йордан Караджов)

### Компилации
- 1994 – Най-доброто от Сигнал (UBP International)
- 1998 – Цветя. Златни балади (UBP International)
- 2000 – Най-доброто
- 2008 – Златна колекция (Стефкос Мюзик)
- 2011 – Група Сигнал акустично
- 2013 – Най-доброто – 100 златни песни, mp3 (БГ Мюзик Къмпани)
- 2013 – Най-доброто (БГ Мюзик Къмпани)
- 2017 – Антология – 1, 2 и 3 част (БГ Мюзик Къмпани)
- 2024 – 45 години рок

### Концертни албуми
- 2003 – Сигнал - на живо (СтефКос Мюзик)